# Jager (Sundhagen)
Jager ist ein Ortsteil der Gemeinde Sundhagen im Landkreis Vorpommern-Rügen.

Jager zwischen 1880 und 1920

## Geografie und Verkehr
Jager liegt 15 Kilometer nordöstlich der Stadt Grimmen, 21 Kilometer südöstlich von Stralsund und 10 Kilometer nordwestlich von Greifswald. Östlich des Ortes verläuft die ehemalige Bundesstraße 96, die jetzige Bundesstraße 105 sowie die Bahnlinie Greifswald – Stralsund.

## Geschichte
Aus frühdeutscher Zeit (1230 bis 1400) ist nahe bei Jager eine Turmhügelburganlage erhalten. Das Bodendenkmal ist 3 Meter hoch und hat einen Durchmesser von 10 Metern. Auch ein Ringgraben ist noch vorhanden.
Die Ortschaft Jager wurde als „Jawer“ erstmals 1345 urkundlich genannt. Der ursprüngliche Name „Jawer“ wird aus dem slawischen mit Ahorn gedeutet. Die Erstnennung geht auf einen Vorgang zurück, bei dem Johann von Gristow 1345 zur Sicherung für vorgestrecktes Kapital eine Hebung an das Heilig-Geist-Hospital Greifswald gab. Wann, wie und warum das gesamte Dorf in den Besitz von Greifswald und seinem Hospital kam, ist unklar. Klar ist, dass Herzog Wartislaw IX. 1418 der Stadt Greifswald und dem Heilig-Geist-Hospital den Besitz am Dorf bestätigt, wie auch bei vielen anderen Dörfern geschehen.
1570 gab es in Jager 6 Bauern und 4 Kossaten. Bei der Visitation von 1670 wurden 4 Bauern, 2 Halbhüfner und 4 Kossaten festgestellt. Durch den Schwedisch-Brandenburgischen Krieg wurden einige Höfe total ruiniert. 1683 waren wieder 4 Bauern und 4 Kossaten aktiv. 1763 waren 7 Vollbauern registriert, die je 25 Thaler Dienstgeld zahlen mussten. 1786 war ein Bauer gestorben und die 6 verbliebenen erhielten jetzt Zeitpachten über 12 Jahren. Die Einnahmen gingen zu 2/3 an die Stadt und 1/3 an das Hospital in Greifswald.
1822 wurde nach Vermessungen eine Separation angeordnet. Nachdem wieder ein Bauer gestorben war, wurden nur noch 5 Höfe noch der Separation neu aufgebaut. Die Höfe wurden sternförmig außerhalb des Dorfes verteilt angelegt, mitten in ihren jeweiligen Feldern. Gemeinschaftlich wurden ein Lehmstich, eine Sandgrube und ein Torfmoorgebiet mit Torfstichen betrieben.
1830 wurde die Kapelle massiv neu aufgebaut, vorher war es ein geklehmter Fachwerkbau. Auch ein Glockenturm wurde aufgerichtet. Der Bau kostete 1225 Thaler.
1862 hatte der Ort 166 Einwohner. Es war ein reines Bauerndorf und Kapellenort mit einem Schulzen. Der Kernort bestand aus einer einseitigen Straßenzeile.
Bis 1866 wurde der Hof IV in ein Forstgehöft gewandelt. Damit bestanden in Jager 4 Wohnhäuser, eine Schule, ein Forsthaus, 18 Wirtschaftsgebäude und 4 Katen mit zugehörigen kleinen Ställen.
Die 4 Bauernhöfe waren:
- Hof I Lappe mit 425 Morgen
- Hof II Tramburg mit 401 Morgen
- Hof III Lühder mit 529 Morgen
- Hof IV Siebenlist mit 426 Morgen

Das Forstgehöft mit dem Forst hatte 926 Morgen. Dabei ist die Artenverteilung interessant – 237 Morgen Nadelwald und 632 Laubwald.
Die Katenleute waren 7 Büdner mit je 2 bis 8 Morgen Land. Die Kapelle hatte 10 Morgen zugehöriges Umland.
Die Statistik von 1871 besagt: Es bestehen 21 Wohnhäuser mit 35 Familien, Jager hatte 181 Einwohner, 1867 waren es noch 201. Alle Einwohner waren evangelischer Konfession.
Das Messtischblatt von 1880 zeigt folgende Gemarkungsform, die auch noch 1920 aktuell war:
- Hof I – 800 Meter südöstlich vom Dorf – heute noch vorhanden
- Hof II – 1100 Meter südlich des Ortes – noch vorhanden
- Hof III – 1800 Meter südöstlich vom Dorfkern – noch vorhanden
- Hof IV – 800 Meter nördlich vom Ort, dieser war kurz vor 1880 vom Bauernhof (Landwirtschaft) in eine Schäferei umgewandelt worden – der Hof ist noch vorhanden
- Forsthof – 500 Meter nördlich vom Ort, war um 1880 bis 1920 als Oberförsterei bezeichnet – ist aber jetzt nur noch ein Wohnplatz

Nach 1945 hat sich die Struktur des gesamten Dorfes nicht verändert. Unklar ist die besitzliche Entwicklung nach dem Krieg, da ja kommunale Besitzungen, wie auch der Universität zum Landes- und dann Volkseigentum gewandelt wurden.
Jager gehörte zur Gemeinde Horst. Diese schloss sich am 7. Juni 2009 mit den Gemeinden Behnkendorf, Brandshagen, Kirchdorf, Miltzow, Reinberg und Wilmshagen zur neuen Gemeinde Sundhagen zusammen.

## Sehenswürdigkeiten
- Bodendenkmal Turmhügel Jager
- Die Kapelle Jager ist ein Kirchenbau aus dem Jahr 1830 mit einer bauzeitlichen Kirchenausstattung.
- Katenzeile Jager

→ Siehe auch Liste der Baudenkmale in Sundhagen